# Phyllonorycter hostis
Phyllonorycter hostis là một loài bướm đêm thuộc họ Gracillariidae. Nó được tìm thấy ở Ý, Serbia, Macedonia, Montenegro và Tunisia. There are some records from Đảo Anh và Đức.
There are four generations per year in Italy.
Ấu trùng ăn Cydonia, Malus domestica, Prunus avium, Prunus persica, Pyrus communis và Sorbus torminalis. Chúng ăn lá nơi chúng làm tổ. They create a lower-surface tentiform mine, with several longitudinal folds. There may be up to 40 mines on a single cây táo leaf. The larvae seem to prefer cây táo growing in orchards.